# ICO (формат файла)
ICO (Windows icon) — формат хранения файлов значков в Microsoft Windows.
Формат ICO аналогичен формату CUR (Windows cursors), предназначенному для хранения курсоров. Отличие состоит в численном значении одного поля в заголовочной структуре и интерпретации значений двух других полей этой же структуры.
Один ICO-файл содержит один или несколько значков разных размеров и разрешений. Размер значка может быть любым, но наиболее употребимы квадратные значки со стороной 16, 32 и 48 пикселей. Также используются значки с размером 24, 40, 60, 72, 92, 108, 128 пикселей.
Значки бывают в естественном цвете (True Color, глубина цвета 24 бит), High Color (глубина цвета 16 бит) или с фиксированной палитрой (из двухсот пятидесяти шести, шестнадцати или всего из двух цветов). В этом случае число, соответствующее каждому пикселю, указывает не на цвет, а на номер цвета в палитре.
По своей структуре изображения в файле ICO наиболее близки к BMP, но принципиально отличаются от них наличием дополнительного изображения — маски, накладываемой на задний план при помощи операции побитового «И», что позволяет реализовать (полную) прозрачность рисунка. Последующее наложение основного изображения с помощью «исключающего ИЛИ» может даже дать «инверсные» пиксели в тех местах, где задний план не был замаскирован.
Кроме того, начиная с Windows XP поддерживаются 32-битные значки — каждому пикселу соответствует 24-бита цвета и 8-битный альфа-канал, позволяющий реализовать 256 уровней частичной прозрачности. С помощью альфа-канала можно отображать значки со сглаженными (размытыми) краями и тенью, сочетающимися с любым фоном; маска в этом случае игнорируется.
Начиная с Windows Vista, формат поддерживает размеры значков более 256 пикселей на сторону и сжатие с помощью формата PNG. В этом случае маска не содержится в файле отдельно, а генерируется автоматически из альфа-канала PNG изображения.

## Формат файла
Файл состоит из заголовка фиксированной длины, каталога информации о изображениях и непосредственно изображений.

### Заголовок
Заголовок имеет размер 6 байт:
| Поле     | Смещение (в байтах) | Размер (в байтах) | Описание                                                                             |
| -------- | ------------------- | ----------------- | ------------------------------------------------------------------------------------ |
| reserved | 0                   | 2                 | Зарезервировано. Всегда 0.                                                           |
| type     | 2                   | 2                 | Тип файла: - 1 для значков (.ICO) - 2 для курсоров (.CUR) Иные значения недопустимы. |
| count    | 4                   | 2                 | Количество изображений в файле, минимум 1.                                           |

### Каталог информации об изображениях
Представляет собой последовательные записи фиксированного размера (16 байт), следующие одна за другой. Количество записей определяется полем count заголовка.
Часть полей может содержать 0 и легко получается из других данных; например, если изображение не хранится в формате PNG, тогда количество битов на пиксель рассчитывается на основе информации о размере растра, а также его ширине и высоте. 
| Поле     | Смещение | Размер (в байтах) | Описание |
| -------- | -------- | ----------------- | --- |
| width    | 0        | 1                 | Указывает ширину изображения в точках. Может принимать значения от 0 до 255. Если указано 0, то изображение имеет ширину 256 точек или более.                                                               |
| height   | 1        | 1                 | Указывает высоту изображения в точках. Может принимать значения от 0 до 255. Если указано 0, то изображение имеет высоту 256 точек или более.                                                               |
| colors   | 2        | 1                 | Указывает количество цветов в палитре изображения. Для полноцветных значков должно быть 0. |
| reserved | 3        | 1                 | Зарезервировано. Должно быть 0. |
| planes   | 4        | 2                 | - В .ICO определяет количество плоскостей. Может быть 0 или 1. - В .CUR определяет горизонтальную координату «горячей точки» в пикселях относительно левого края изображения.                               |
| bpp      | 6        | 2                 | - В .ICO определяет количество битов на пиксель (bits-per-pixel). Это значение может быть 0. - В .CUR определяет вертикальную координату «горячей точки» в пикселях относительно верхнего края изображения. |
| size     | 8        | 4                 | Указывает размер растра в байтах |
| offset   | 12       | 4                 | Указывает абсолютное смещение структуры BITMAPINFOHEADER или данных PNG в файле. |